# Wilhelm Paschen
Johann Heinrich Wilhelm Paschen  (* 3. Oktober 1870 in Rostock; † 28. August 1914 in der Deutschen Bucht) war ein deutscher Kapitän zur See der Kaiserlichen Marine, der als Kommandant des Kleinen Kreuzers Mainz beim Seegefecht bei Helgoland ums Leben kam.

## Leben

### Herkunft
Wilhelm Paschen war ein Sohn des Juristen August Philipp Conrad Paschen und dessen Frau Dora, geb. Knaudt (* 1829), eine Tochter des Schweriner Regierungsrats (Johann) Friedrich Knaudt (1792–1868). Seine Onkel väterlicherseits waren Friedrich Paschen (1804–1873) und Wilhelm Paschen (1806–1879).

### Werdegang
Wilhelm Paschen trat am 13. April 1889 als Kadett in die Kaiserliche Marine ein, avancierte 1894 mit Rangdienstalter vom 17. Mai 1892 zum Unterleutnant zur See auf der Sachsen und kam 1896 auf die Gneisenau. Als Kapitänleutnant (Beförderung am 13. September 1901) war er 1906 zugleich Kommandant der II. Torpedoboots-Reserve-Division und Chef der II. Torpedoboots-Division.
Zum Korvettenkapitän wurde er am 8. Juni 1907 befördert. Als Abteilungskommandeur bei der I. Torpedo-Division wurde er am 11. November 1911 zum Fregattenkapitän befördert. Von Dezember 1912 bis November 1913 war er Kommandant der Straßburg.

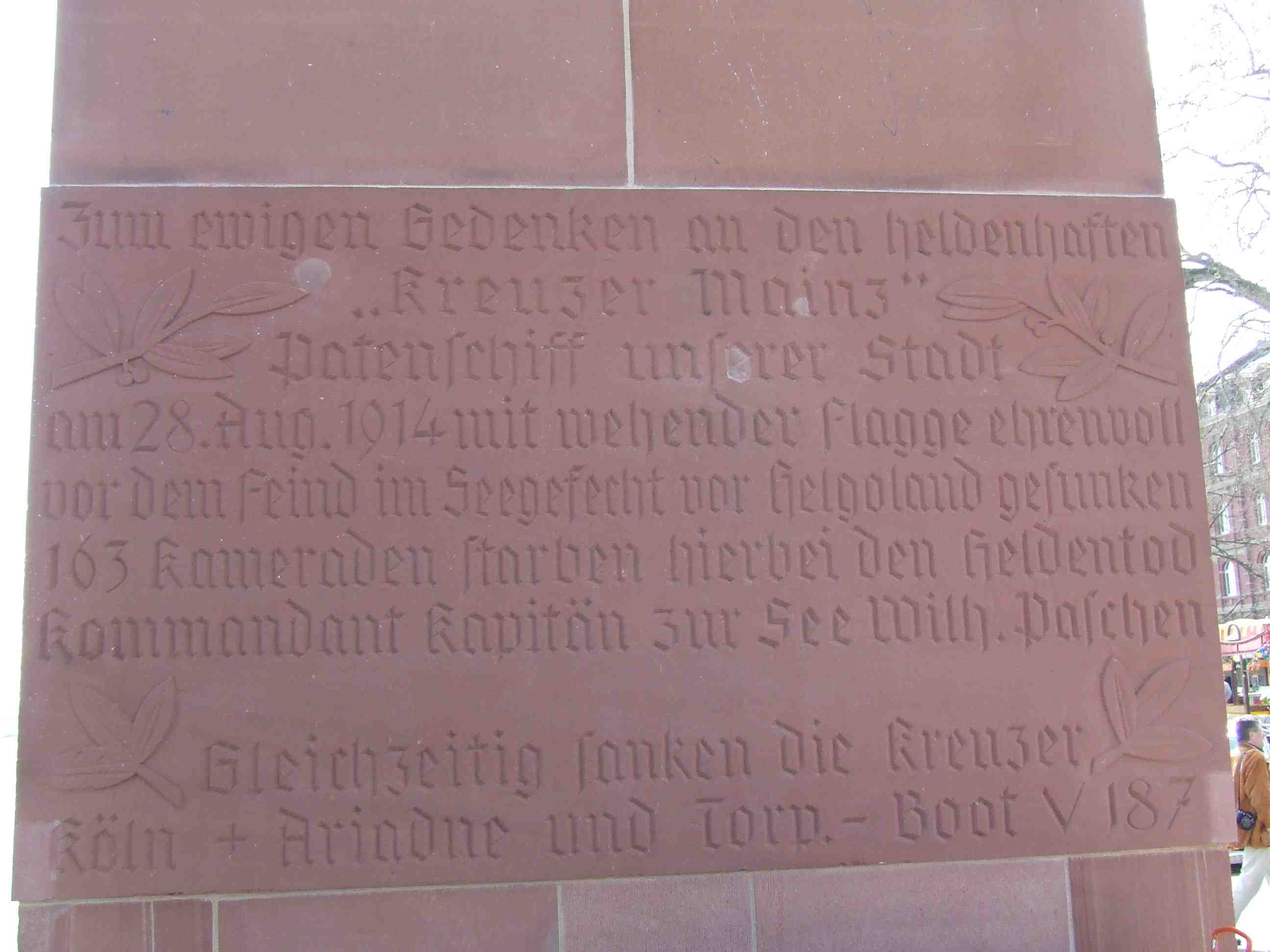
Denkmal für den Kreuzer Mainz in Mainz

Anschließend war er Kommandant der Mainz und wurde ein dieser Position am 22. März 1914 zum Kapitän zur See befördert. Während des Beginns des Ersten Weltkriegs war die Mainz in der Ems-Mündung stationiert. Als am Morgen des 28. August 1914 britische Verbände die deutschen Einheiten um Helgoland angriffen, wurde die Mainz zu Hilfe gerufen. Da keine Koordination der deutschen Einheiten erfolgte, griff die Mainz alleine mehrere britische Zerstörer an, kam dann aber in Berührung zu drei Kreuzern, sodass die Mainz versuchte zu entkommen. Dabei lief sie direkt in einen größeren Verband von britischen Kriegsschiffen, bestehend aus zwei leichten Kreuzern und 33 Zerstörern. Im folgenden Seegefecht erlitt die Mainz drei Torpedotreffer, wurde schwer beschädigt und manövrierunfähig, sodass die britischen Schiffe den Beschuss einstellten. Zu diesem Zeitpunkt war Paschen bereits gefallen. Bevor die Mainz selbst versenkt wurde, konnten noch 348 Besatzungsmitglieder gerettet werden. Später wurden die Überlebenden an das Schlachtkreuzergeschwader, das von Admiral David Beatty befehligt wurde, übergeben. Dieser begrüßte sie mit dem Signal: „Ich bin stolz, so tapfere Männer an Bord meines Geschwaders begrüßen zu dürfen“.
In Mainz wurde am Sonntag, 27. August 1939, ein aus rotem Sandstein gefertigtes Denkmal am Rheinufer errichtet, das an die Mainz und ihren Einsatz erinnert. Folgende Inschrift ist darauf verewigt:

„Zum ewigen Gedenken an den heldenhaften „Kreuzer Mainz“ Patenschiff unserer Stadt / am 28. August 1914 mit wehender Flagge ehrenvoll vor dem Feind im Seegefecht vor Helgoland gesunken / 163 Kameraden starben hierbei den Heldentod / Kommandant Kapitän zur See Wilh. Paschen // Gleichzeitig sanken die Kreuzer Cöln + Ariadne und das Torpedoboot V 187“